# Xyliodes
Xyliodes é um gênero de traça pertencente à família Arctiidae.